# سرگی کریوکاسوف
سرگی کریوکاسوف (روسی: Серге́й Владимирович Кривокрасов؛ زادهٔ ۱۵ آوریل ۱۹۷۴) بازیکن هاکی روی یخ اهل روسیه است.
از باشگاه‌هایی که در آن بازی کرده‌است می‌توان به کلگری فلیمس و آناهایم داکس اشاره کرد.